# Marc Schneeberger
Pour les articles homonymes, voir Schneeberger.
Marc Schneeberger, né le 5 juillet 1981 à Täuffelen, est un athlète suisse, spécialiste du sprint. Il est membre du TV Länggasse.

## Biographie
Le 31 mai 2008, il bat le record de suisse du relais 4 × 100 mètres avec Marco Cribari, Amaru Reto Schenkel et Andreas Baumann en 39 s 02 à Genève. En juillet 2008, il bat à nouveau ce record avec les mêmes compatriotes en 38 s 99 à Madrid. Lors du Weltklasse Zurich 2009, il bat une troisième ce record avec Pascal Mancini, Amaru Reto Schenkel et Marco Cribari en 38 s 78. Il le bat à nouveau lors du Weltklasse Zurich 2011 avec Pascal Mancini, Amaru Reto Schenkel et Alex Wilson en 38 s 62.

## Records
| Épreuve | Marque  | Lieu     | Date         |
| ------- | ------- | -------- | ------------ |
| 100 m   | 10 s 44 | Hochdorf | 14 juin 2008 |
| 200 m   | 20 s 42 | Rieti    | 28 juin 2009 |

## Palmarès
- Champion de Suisse du 200 m, en 2004, 2005 et 2007